# Børning
Børning är en norsk spelfilm regisserad av Hallvard Bræin. Manus skrevs av Linn-Jeanethe Kyed efter en historia av Christopher Grøndahl, baserat på en idé av Hallvard Bræin. Filmen är också inspirerad av den amerikanska filmserien The Fast and the Furious.
Filmen hade biopremiär i Norge 13 augusti 2014.
En uppföljare, Børning 2, släpptes på bio den 12 oktober 2016. En andra uppföljare, Børning 3, släpptes på bio den 14 oktober 2020. Handlingen utspelar sig där i Norge, Sverige, Danmark och Tyskland och avslutas med ett lopp runt Nürburgring.
Den svenska filmen Ett sista race är en bearbetning av Børning och åtminstone dess första uppföljare.

## Handling
Anders Baasmo Christiansen spelar rollen som Roy, en man som blir involverad i Norges största olagliga bilrace någonsin. Färden går längs Norge från Oslo till Nordkap. Roy kör en 1967 Ford Mustang fastback med en 302 BOSS motor. Bilen heter Lillegul, uppkallad efter dottern som fick gulsot som spädbarn.

## Rollista
- Anders Baasmo Christiansen – Roy
- Ida Husøy – Roys datter
- Trond Halbo – TT
- Jenny Skavlan – Sylvia
- Otto Jespersen – Nybakken
- Sven Nordin – Doffen
- Camilla Frey – Linda
- Marie Blokhus – Ingrid Lykke
- Zahid Ali – bilentusiast
- Henrik Mestad – Phillip Mørk
- Steinar Sagen – trafikkpoliti
- Oskar Sandven Lundevold – Doffens sønn
- Lars Arentz-Hansen – advokaten
- Trygve K. Svindland – Osvald
- Marcelo Galván – skremt hiker
- Anitra Terese Eriksen – Roys mor

## Utmärkelser
Filmen vann publikpriserna på både Kanonprisen 2014 och Amandaprisen 2015, respektive Filmwebs Kanonpris och Folkets Amanda. Dessutom vann den Amanda-priserna för bästa norska film, bästa manliga biroll (Henrik Mestad) och bästa ljuddesign.